# Copris halffteri
Copris halffteri là một loài bọ cánh cứng trong họ Bọ hung (Scarabaeidae).